# 굿 타임스
《굿 타임스》(영어: Good Times)는 미국에서 제작된 1967년 서부 뮤지컬 코미디 영화이다. 서니 보노, 셰어, 조지 샌더스 등이 출연하였다. 훗날 《프렌치 커넥션》(1971)과 《엑소시스트》(1973)를 감독하게 되는 윌리엄 프리드킨 감독의 장편 감독 데뷔작(다큐멘터리 제외)이다.

## 출연진
- 서니 보노
- 셰어
- 조지 샌더스
- 노먼 올던
- 래리 듀런
- 켈리 소슨
- 레니 와인리브
- 피터 로빈스
- 필 아널드
- 에디 윌리엄스
- 제임스 플레이빈
- 행크 워든
- 조 그레이 (크레디트 미기재)

## 기타 제작진
- 미술: 아서 로너건, 핼 퍼레라
- 의상: 리아 로즈